# Ruschia glauca
Ruschia glauca är en isörtsväxtart som beskrevs av L. Bol. Ruschia glauca ingår i släktet Ruschia och familjen isörtsväxter. Inga underarter finns listade i Catalogue of Life.